# Zignago
Zignago (im Ligurischen: Zignego) ist eine italienische Gemeinde mit 469 Einwohnern (Stand 31. Dezember 2023) in der Region Ligurien. Der Sitz der Kommunalverwaltung befindet sich im Ortsteil Pieve di Zignago. Politisch gehört die Gemeinde zu der Provinz La Spezia.

## Geographie
Die Gemeinde Zignago besteht aus mehreren kleinen Siedlungen im oberen Abschnitt des Val di Vara. Der Kommunalverwaltungssitz liegt in Pieve di Zignago auf einer Höhe von 632 Metern über dem Meeresniveau. In der Umgebung des Ortsteils Valgiungata befindet sich auf einer Höhe von 1047 Metern das Val del Rastrello, das sich im Gebirgszug des Ligurischen Apennins, zwischen dem Val di Vara und dem Val di Magra liegt. Hier lag auch die Verwaltungsgrenze zwischen der Republik Genua und dem Großherzogtum Toskana.
Zignago gehört zu der Comunità Montana dell’Alta Val di Vara.

## Weblinks

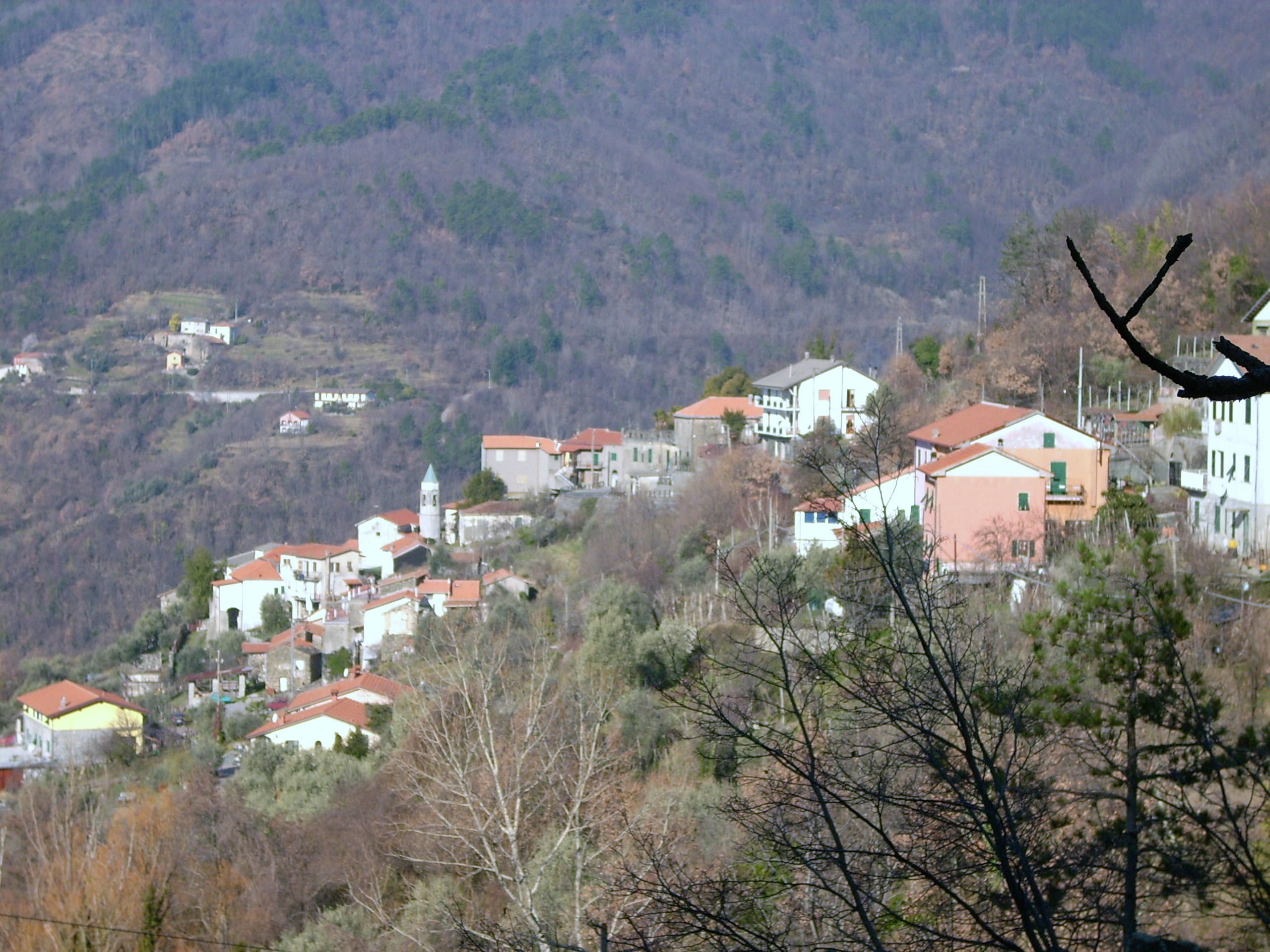
Blick auf Zignago